# ويليام تشانغ
ويليام تشانغ (بالصينية: 張叔平) هو مصمم أزياء تقليدية ومونتير صيني، ولد في 12 نوفمبر 1953 في هونغ كونغ في الصين.

## وصلات خارجية
- ويليام تشانغ على موقع IMDb (الإنجليزية)
- ويليام تشانغ على موقع قاعدة بيانات الأفلام العربية
- ويليام تشانغ على موقع ألو سيني (الفرنسية)
- ويليام تشانغ على موقع ميوزك برينز (الإنجليزية)
- ويليام تشانغ على موقع أول موفي (الإنجليزية)
- ويليام تشانغ على موقع أول موفي (الإنجليزية)
- ويليام تشانغ على موقع قاعدة بيانات الأفلام السويدية (السويدية)
- ويليام تشانغ على موقع قاعدة بيانات الأفلام السويدية (السويدية)
- ويليام تشانغ على موقع قاعدة بيانات الأفلام السويدية (السويدية)
- ويليام تشانغ على موقع قاعدة بيانات الفيلم (الإنجليزية)